# Erik Erikson
Erik Erikson (Frankfurt del Main, 15 de juny de 1902 - Harwich, 12 de maig de 1994) va ser un psicòleg alemany, nacionalitzat als EUA, famós per la seva teoria del desenvolupament psicoafectiu, en què descriu la formació de la pròpia identitat com a fruit de diverses crisis, també anomenades etapes del desenvolupament humà. Deixeble de Freud, atorgà més importància que aquest a la cultura (per sobre dels instints).

## Influència dels seus orígens en la seva teoria
La mare d'Erikson, Karla Abrahamsen, procedia d'una destacada família jueva de Copenhaguen, Dinamarca. Estava casada amb un corredor de borsa també jueu, anomenat Valdemar Isidor Salomonsen, però se n'havia separat ja feia mesos quan Erik nasqué. Se'n sap poc del pare d'Erik, llevat que no era d'origen danès. En saber que estava embarassada, Karla marxà a Frankfurt del Main, Alemanya, on Erik nasqué el 15 de juny del 1902 i li posà de cognom Salomonsen. Sembla, però, que aquesta fugida seria deguda a que havia concebut en una relació extramatrimonial, tot i que no se'n sap res del pare biològic d'Erik.
Després del naixement d'Erik, Karla es formà com a infermera i es traslladà a Karlsruhe. El 1905 es casà amb el pediatra del seu fill, Theodor Homburger. El 1908, Erik Salomonsen passà a dir-se Erik Homburger, i el 1911 fou adoptat legalment pel seu padrastre. Karla i Theodor van fer creure a Erik que Theodor era el seu veritable pare i només li van dir la veritat de més gran, això no tan sols el convertí en un adolescent amargat per la decepció que li va causar la notícia, sinó que el va marcar per tota la vida.
La formació de la pròpia identitat fou una de les seves grans preocupacions fins al punt que esdevingué el punt central de les seves investigacions psicològiques. Ja d'adult escrigué sobre la seva "confosa identitat" en la seva etapa d'adolescent a Europa. "La meva confosa identitat, [em situava de vegades] en la frontera entre la neurosi i la psicosi adolescent." La filla d'Erikson ha escrit que el seu pare entrà plenament en la psicoanàlisi fins que substituí el cognom del seu padrastre [Homburger] per un de la seva invenció [Erikson]. Això ho feu en començar a treballar a la universitat Yale, en aquella època ja era casat i amb fills i sembla que tots ells acceptaren de bon grat el canvi de cognom.
El seu aspecte —era un noi alt, ros i d'ulls blaus—, no encaixava amb la imatge del típic jueu, això feia que fos objecte de burla tant per part dels altres nois jueus, com per part dels no jueus. Semblava com si no encaixés enlloc: els companys de la sinagoga se'n reien del seu aspecte nòrdic, mentre que a l'escola el rebutjaven per ser jueu. A l'institut les assignatures preferides eren l'art, la història i els idiomes, però no demostrà gaire interès pels estudis en general i es graduà sense distincions. Després, en comptes de fer estudis de medicina com hauria desitjat el seu padrastre, s'inscrigué a l'escola d'art de Múnic, com altres amics i amb el vistiplau de la seva mare.
Mes endavant, sentint-se insegur sobre la seva vocació i el seu lloc en la societat, Erik abandonà l'escola i inicià un període de viatges per Alemanya i Itàlia, acompanyat pel seu amic Peter Blos i altres, mentre es guanyaven la vida pintant, com a artistes ambulants. Portar aquest tipus de vida no era estrany entre els fills de famílies benestants alemanyes. Finalment se'n cansà, tornà a Karlsruhe i començà treballar com a mestre d'art. Durant aquesta època una dona rica el llogà perquè donés classe de dibuix als seus fills. Adquirí bona fama i fou llogat per altres famílies, algunes de les quals pertanyien a l'entorn social d'Anna i Sigmund Freud. Al llarg d'aquest període, que durà fins als 25 anys, continuava debatent-se pel tema dels seus orígens, la identitat ètnica i religiosa del seu pare biològic, i això el situava en la vida.

## Introducció en la teoria psicoanalítica
Quan Erikson tenia vint-i-dos anys, el seu amic Peter Blos el convidà a Viena per donar classes d'art a l'Escola Burlingham-Rosenfeld, un petit centre al qual assistien fills de pares que eren clients de la psicoanalista Anna Freud. Anna notà la sensibilitat amb què Erikson tractava els nens i l'animà a estudiar a l'Institut Vienès de Psicoanàlsi, on els més destacats psicoanalistes donaven classe: August Aichhorn, Heinz Hartmann i Paul Federn. S'especialitzà en psicoanàlisi infantil tutelat per Anna Freud. Helene Deutsch i Edward Bibring supervisaren els seus inicis en el tractament d'adults. Simultàniament estudià el mètode d'educació Montessori. El 1933 rebé el diploma de l'Institut Vienès de Psycoanàlisi, aquest i el de Montessori foren les seves úniques credencials acadèmiques.

## Carrera professional als Estats Units
El 1930 Erikson es casà amb Joan Mowat Serson, una ballarina canadenca que havia conegut en un ball de gala. Amb aquest matrimoni Erikson es convertí al cristianisme. El 1933, mentre Adolf Hitler guanyava adeptes a Alemanya i pujava al poder, es cremaren els llibres de Freud a Berlín i el partit Nazi amenaçava annexar Àustria, aquests fets impulsaren Erikson a emigrar cap a Copenhaguen, però en no poder aconseguir la ciutadania polonesa, marxà als Estats Units d'Amèrica.
S'instal·là a Boston i assolí càrrecs importants com a psicòleg infantil en diverses institucions: l'Hospital General de Massachusetts, el Judge Baker Guidance Center, i en la universitat de medicina de Harvard, on fou professor de psicologia clínica. El 1936, Erikson deixà Boston i s'incorporà a la Universitat Yale (Connecticut), on formà part de l'Institut de Relacions Socials i donà classes a la facultat de medicina de Yale.
Erikson continuà aprofundint en la seva àrea més enllà de la psicoanàlisi i explorà connexions entre la psicologia i l'antropologia. Establí contactes amb antropòlegs com Margaret Mead, Gregory Bateson i Ruth Benedict. Erikson deia que la seva teoria sobre el desenvolupament del pensament derivava dels seus estudis socials i culturals. El 1938, deixà la universitat per centrar-se en l'estudi dels sioux, una tribu que habitava una reserva a Dakota del Sud. Després d'això viatjà a Califòrnia per estudiar la tribu dels Yurok. Erikson descobrí diferències entre els infants d'ambdues tribus, això marcà el començament d'una passió per demostrar la importància dels fets ocorreguts durant la infantesa i de la influència de la societat en ells.
El 1939 abandonà Yale i es traslladà amb la seva família a Califòrnia, on havia estat invitat a unir-se a un estudi longitudinal del desenvolupament infantil que feien conjuntament la Universitat de Califòrnia a L'Institut Berkeley de Protecció de la Infància. Al mateix temps obrí una consulta particular a San Francisco.
Durant la seva estada a Califòrnia va fer un segon estudi sobre nens indis americans, en col·laboració amb l'antropòleg Alfred Kroeber, sobre les tribus yurok del nord de Califòrnia.
El 1950, després de publicar el llibre Childhood and Society, Erikson abandonà la Universitat de Califòrnia arran d'una llei d'aquell estat que requeria del professorat fer un jurament de lleialtat. Del 1951 al 1960 donà classes al Austen Riggs Center, una destacada institució de Psiquiatria situada a Stockbridge, Massachusetts, on tractà joves amb problemes emocionals. també fou professor ocasional a la Universitat de Pittsburgh, on tingué com a companys Benjamin Spock i Fred Rogers a l'escola d'infermeria Arsenal Nursery School depenent del Western Psychiatric Institute.
Tornà a Harvard en la dècada del 1960 i fou professor de desenvolupament humà; hi romangué fins a la seva jubilació el 1970. El 1973, el National Endowment for the Humanities l'escollí per ser l'orador del premi Jefferson, que és el major honor que pot rebre un acadèmic als EUA. El discurs d'Erikson es titulà Dimensions d'una nova identitat.

## Teoria psicològica
A diferència de la teoria del jo de Freud, pensava que l'autoafirmació anava més enllà de la relació de l'infant amb els seus pares i mares, i l'objectiu principal era trobar la pròpia identitat. Arribà a la conclusió que aquesta pròpia identitat evoluciona al llarg dels anys, que l'entorn afectiu en què creixia un nen determinava la imatge que tindria d'ell mateix i de les seves capacitats, cosa que influiria en les interaccions futures amb el món social, acadèmic o professional.
Erikson guanyà el premi Pulitzer i el premi al millor llibre nacional, en la categoria de Filosofia i Religió, per la publicació de La veritat de Gandhi, el 1969, que tractava sobre l'aplicació de la seva teoria a les darreres etapes de la vida.
Ell rares vegades dividí les etapes per anys, però si que es referí al fet que una perllongada adolescència l'havia dut a investigar en un període de desenvolupament entre l'adolescència i l'edat adulta jove, anomenat edat adulta emergent. En la crisi de la pròpia identitat versus confusió: l'autoafirmació permet que cada persona tingui sentit d'individu, o com diria Erikson, "la identitat del jo, en el seu aspecte subjectiu, és la consciència del fet que hi ha una auto-identitat i la continuïtat entre els procés de síntesi del jo i el significat que té un per als altres". Tanmateix, la confusió d'identitats és, segons Barbara Engler, "la incapacitat per concebre's un mateix com a membre productiu de la pròpia societat." Aquesta incapacitat és un dur cop, que pot manifestar durant l'adolescència o quan es comenci a buscar feina.

### Etapes de la vida
Va dividir la vida d'una persona en vuit etapes de desenvolupament, cadascuna dominada per una virtut, que s'adquireix en superar correctament l'etapa, havent après dels problemes associats a ella i lluitat amb la qualitat oposada. Les vuit etapes són:
1. esperança—desconfiança, que es dona en nadons fins als 18 mesos, ja que en aquesta edat han de decidir si els seus cuidadors mereixen la seva confiança, si compleixen amb allò que el nadó espera d'ells.
2. voluntat—vergonya, sorgeix en la primera infància, fins als 3 anys, amb l'ànsia de conèixer el món.
3. propòsit—culpa, apareix la moral, els nens tenen iniciativa per conèixer el seu cos (3-6 anys) i l'exploració sexual si és censurada pels adults pot portar a un sentiment de culpa; el mateix s'aplica a altres conceptes morals.
4. competència—inferioritat, amb la socialització infantil comença a valorar els altres i desenvolupar l'autoconcepte en funció del que els altres pensen d'ell, de com el valoren, de si és competent per fer coses o no, és una etapa que dura fins als 12 anys.
5. fidelitat—confusió, l'adolescència comença el qüestionament de la pròpia identitat, pot durar entre els 12 i els 18 anys.
6. amor—aïllament, s'inicia vers els 19 anys, coincidint amb la joventut, és quan es formen les primeres relacions perdurables, les que poden donar lloc a una nova família.
7. atenció—estancament, durant l'edat madura, vers els 40 anys, sorgeix una nova crisi d'identitat, és l'etapa en què un està centrat en l'educació dels fills i en la carrera professional. Si una persona no se sent satisfeta amb la manera com està progressant a la vida, comença a lamentar les decisions preses en el passat i té la sensació d'estar estancat, de no trobar haver assolit els objectius que s'havia marcat.
8. saviesa—desesperació, des dels 65 anys o amb la jubilació sorgeix l'època en què la persona fa balanç vital i, des de la perspectiva de la vellesa valora la seva vida en conjunt.

Cadascuna d'aquestes etapes està lligada a una pregunta existencial:
1. Puc confiar en el món?
2. Està bé ser jo?
3. És correcte actuar així?
4. Puc fer-ho?
5. Qui sóc i qui puc ser?
6. Puc estimar?
7. Quin és el sentit de la vida?
8. He portat una vida plena?